# Wołosianka (przystanek kolejowy)
Wołosianka (ukr. Волосянка) – przystanek kolejowy w miejscowości Rozłucz, w rejonie samborskim, w obwodzie lwowskim, na Ukrainie. Położony jest na linii Sambor – Czop.
Przystanek wziął nazwę od pobliskiej miejscowości Wołosianka Mała. W II Rzeczypospolitej również istniał przystanek o tej nazwie, był jednak położony w miejscu współczesnej stacji Bojkiwśka.